# Fox Corporation
 (транскр.  Фокс корпорејшон) америчко је медијско предузеће са седиштем у Њујорку. Основан је након што је The Walt Disney Company купио већи део корпорације 21st Century Fox. Fox Corporation чине делови корпорације 21st Century Fox које није преузео The Walt Disney Company. Налази се у власништву породице Мердок, док Руперт Мердок скоро у потпуности управља компанијом.
Fox Corporation се углавном бави телевизијском радиодифузијом, новинарством и спортском радиодифузијом. У свом власништву има Fox Broadcasting Company, Fox Television Stations, Fox News, Fox Business, Fox Sports, Tubi и друге подружнице. Назив носи по Филијаму Фоксу.